# Prisoners of War
Prisoners of War (Hatufim, in ebraico חטופים‎?) è una serie televisiva israeliana ideata da Gideon Raff e trasmessa originariamente da canale israeliano Channel 2 tra il 2010 e il 2012.
Nel luglio del 2010, ha vinto un Israeli Academy Award for Television come miglior serie drammatica. I diritti di sfruttamento dell'opera sono stati acquistati da 20th Century Fox Television, che ne ha tratto la serie televisiva di successo Homeland - Caccia alla spia, trasmessa dal 2012 sul canale via cavo statunitense Showtime. Nel 2015 è stato realizzato anche un adattamento russo intitolato Rodina, in onda su Rossija 1.

## Trama
La serie, ambientata nel 2008, narra le vicende di tre soldati israeliani rimasti in prigionia tra Siria e Libano per 17 anni. Due di loro tornano a casa vivi mentre del terzo ritornano solo i resti. Gli psicologi militari indagano sulle conseguenze di questa prigionia nelle loro vite personali e rilevano delle incongruenze nelle loro testimonianze che daranno vita a un accertamento sulle reali intenzioni dei tre soldati. Per i due sopravvissuti il reinserimento nella realtà quotidiana e familiare non è facile e anche loro indagano su alcuni aspetti poco chiari della loro vicenda fino ad arrivare a sorprendenti scoperte.

## Episodi
| Stagione         | Episodi | Prima TV Israele | Prima TV Italia |
| ---------------- | ------- | ---------------- | --------------- |
| Prima stagione   | 10      | 2010             | 2016            |
| Seconda stagione | 14      | 2012             | 2016            |

## Messa in onda
La prima stagione di Hatufim è stata trasmessa in Israele su Channel 2 tra il marzo e il maggio del 2010. Tale stagione è andata in onda nel Regno Unito su Sky Arts nel maggio del 2012, con il titolo inglese di Prisoners of War. Nel luglio del 2012, lo show è diventato la prima serie in lingua straniera trasmessa da Hulu negli Stati Uniti, con un episodio a settimana.
Nel settembre del 2012 è stata annunciata la vendita dei diritti di messa in onda, da parte di Keshet International, all'emittente australiana SBS e alla finlandese Yle. Anche il canale europeo Arte ha acquistato la serie, in modo da trasmetterla in Austria, Belgio, Francia, Germania, Lussemburgo e Svizzera.
La seconda e ultima stagione della serie è stata trasmessa in Israele dal 15 ottobre al 25 dicembre 2012.
In Italia, la serie sarebbe dovuta andare in onda dal 1º luglio 2016 su Italia 1 con il titolo inglese Prisoners of War, ma la sua programmazione è stata interrotta dopo un solo episodio.
Dal 2017 la serie è trasmessa sul canale Infinity TV.